# Feldbach (stacja kolejowa)
Feldbach (niem. Bahnhof Feldbach) – stacja kolejowa w Feldbach, w miejscowości Hötzelsdorf, w kraju związkowym Styria, w Austrii. Znajduje się na Steirische Ostbahn i linii Feldbach – Bad Gleichenberg. Jest obsługiwana przez pociągi linii S3 S-Bahn w Steiermark.

## Linie kolejowe
- Linia Steirische Ostbahn
- Linia Feldbach – Bad Gleichenberg

## Połączenia
| Linia   | Trasa | Takt (min)          | Uwagi                                                        |
| ------- | --- | ------------------- | ------------------------------------------------------------ |
| REX     | (Szentgotthard -) Fehring – Lödersdorf – Feldbach – Studenzen-Fladnitz – Takern-St.Margarethen – Gleisdorf – Laßnitzhöhe – Raaba – Graz Liebenau Murpark – Graz Ostbahnhof-Messe – Graz Don Bosco – Graz Hbf.                                   | 5 par pociągów      | rano lub wieczorem; dla osób dojeżdżających do pracy do Graz |
| S3      | Graz Hbf. – Graz Don Bosco – Graz Ostbahnhof-Messe – Graz Liebenau Murpark – Raaba – Hart b. Graz – Laßnitzhöhe – Laßnitzthal – Gleisdorf – Takern-St.Margarethen – Studenzen-Fladnitz – Rohr/Raab – Gniebing – Feldbach – Lödersdorf – Fehring | '60                 |                                                              |
| REX, IC | Graz Hbf. – (S3) – Graz Ostbahnhof – Gleisdorf – Feldbach – Fehring – Jennersdorf – Szentgotthard – Körmend – Szombathely – Repcelak – Csorna – Györ – Komarom – Tata – Tatabanya – Kelenföld – Budapest Keleti                                 | jedna para pociągów | od Szentgotthard jako IC 317/318                             |
| R       | Feldbach – Feldbach Landesbahn – Oedt Siedlung – Oedt – Prädiberg – Fischa – Burgfried – Gnas – Katzendorf – Maierdorf – Hofstätten – Trautmannsdorf – Bad Gleichenberg                                                                         | pojedyncze pociągi  | bez taktu; kilka pociągów dziennie                           |